# Teinosuke Kinugasa
Teinosuke Kinugasa (衣笠 貞之助?, Kinugasa Teinosuke; 1º gennaio 1896 – Kyoto, 26 febbraio 1982) è stato un regista e sceneggiatore giapponese, fra i più importanti autori del cinema muto giapponese, vincitore del Grand Prix del Festival di Cannes nel 1954 con il film La porta dell'inferno.

## Biografia
Kinugasa inizia la propria carriera cinematografica nel 1917, alla Nikkatsu, la prima compagnia major giapponese, dove si afferma come uno dei più importanti onnagata (attori maschi che interpretano ruoli femminili) dell'epoca. Nei primi anni venti è uno degli artefici della vana resistenza della "categoria" contro l'intrusione delle attrici donne, una novità importata dall'Occidente.
Lasciata la Nikkatsu e trasferitosi alla Makino Kinema, nel 1922 esordisce come regista, dedicandosi in particolare ai generi più apprezzati dal pubblico, il jidai-geki e il chambara. La maggior parte dei suoi film muti sono andati perduti, ma i due conservati sono particolarmente significativi, tra le opere più importanti del cinema muto giapponese: Kurutta ippeiji ("Una pagina di follia") (1926), prima produzione della neonata Kinugasa Eiga Renmei (Unione cinematografica Kinugasa), è un film fortemente sperimentale, di estrema originalità per l'epoca, influenzato dalla frequentazione del movimento artistico d'avanguardia del "Neosensazionalismo" (Shinkankakuha), esteticamente caratterizzato da una tecnica fotografica innovativa, con un uso continuo di sovrimpressioni, un montaggio rapidissimo e una macchina da presa mobilissima, opera di Kōhei Sugiyama, poi collaboratore abituale di Kinugasa; la sceneggiatura era stata scritta dal futuro premio Nobel Yasunari Kawabata. L'opera successiva Jūjirō ("Incroci") (1928), melodramma influenzato dal kammerspiel tedesco, è il primo film giapponese presentato in Occidente, portato direttamente dall'autore che intraprende un lungo viaggio in Europa, a Mosca, dove incontra Ėjzenštejn e Pudovkin, a Berlino e infine a Parigi.
In seguito, visto il mancato successo delle sue produzioni più sperimentali e la realtà dell'industria cinematografica, Kinugasa ripiega su un cinema più convenzionale, dedicandosi ai classici del repertorio nazionale. È sua la prima versione sonora, del 1932, di Chûshingura, celebre opera kabuki adattata decine di volte al cinema, fra gli altri da Kenji Mizoguchi, nel 1941-1942.
Dopo essere stato protagonista negli anni venti e trenta della prima «età dell'oro» del cinema giapponese, lascia il segno anche negli anni cinquanta, la seconda età dell'oro e apogeo produttivo del cinema giapponese, con La porta dell'inferno (Jigokumon) (1953), film vincitore del Grand Prix al Festival di Cannes 1954 e del premio Oscar onorario come miglior film straniero.

## Filmografia
Tra virgolette la traduzione letterale del titolo, in assenza di un titolo italiano per film non distribuiti in Italia.
- Niwa no kotori ("Due piccoli uccelli") (1922)
- Hibana ("Fuochi d'artificio") (1922)
- Choraku no kanata (1922)
- Aa, Konishi junsa ("Ah! Il poliziotto Konishi") (1922)
- Onna-yo ayamaru nakare ("Donne non lo ingannate") (1923)
- Ma no ike (1923)
- Konjiki yasha: Miya no maki ("Il demone dorato") (1923)
- Jinsei o mitsumete ("Uno sguardo sulla vita") (1923)
- Tsuma no himitsu ("Il segreto di mia moglie") (1924)
- Shohin - Shuto (1924)
- Shohin - Shusoku (1924)
- Sabishiki mura ("Il villaggio solitario") (1924)
- Kyōren no butō ("La danza dell'amore folle") (1924)
- Koi towa narinu ("Così è diventato amore") (1924)
- Koi ("Amore") (1924)
- Kishin Yuri keiji ("L'ispettore Yuri Kishin") (1924)
- Kiri no ame ("Pioggia nella nebbia") (1924)
- Jashumon no onna ("La donna pagana") (1924)
- Kanojo no unmei - Zempen ("Il destino delle donne") (1924)
- Kanojo no unmei - Kôhen ("Il destino delle donne") (1924)
- Wakaki hi no Chuji (1925)
- Tsukigata Hanpeita (1925)
- Shinju yoimachigusa ("Il suicidio della primula") (1925)
- Koi to bushi ("L'amore e il guerriero") (1925)
- Nichirin ("Il cerchio del sole") (1925)
- Extra Girl (1925)
- Teru hi kumoru hi ("Giorni sereni giorni nuvolosi") (1926)
- Kirinji ("Il bambino prodigio") (1926)
- Ten'ichibo to Iganosuke ("Ten'ichibo e la setta Iga") (1926)
- Kurutta ippeiji ("Una pagina di follia") (1926)
- Oni azami ("Il cardo del demonio") (1927)
- Ojō Kichiza ("Kichiza l'effeminato") (1927)
- Kinnō jidai ("L'epoca del lealismo") (1927)
- Hikuidori ("Il casuario") (1927)
- Goyōsen ("Il battello del governatore") (1927)
- Gekka no kyōjin ("La spada folle sotto la luna") (1927)
- Dōchū sugoroku kago ("Giochi da viaggio nel palanchino") (1927)
- Dōchū sugoroku fune ("Giochi da viaggio in battello") (1927)
- Akatsuki no yūshi ("Un guerriero nella luce dell'alba") (1927)
- Myōto hoshi ("Una coppia di stelle") (1927)
- Kiōkaku hichō ("Il quaderno segreto di Kyoto") (1928)
- Chōkon yasha ("Il rancore del demonio") (1928)
- Benten kozō ("Il piccolo Benten") (1928)
- Kaikokuki ("Cronaca di un paese marino") (1928)
- Jūjirō ("Incroci") (1928)
- Reimei izen ("Prima dell'alba") (1931)
- Tonjin Okichi ("Okichi l'amante dello straniero") (1931)
- Ikinokotta Shinsengumi ("I superstiti del Shinsengumi") (1932)
- Chūshingura - Zempen: Akahokyô no maki ("I quarantasette ronin") (1932)
- Chūshingura - Kôhen: Edo no maki ("I quarantasette ronin") (1932)
- Ten'ichibo to Iganosuke ("Ten'ichibo e la setta Iga") (1933)
- Futatsu tōrō ("Le due lanterne") (1933)
- Koina no Ginpei ("Ginpei di Koina") (1933)

- Nagurareta Kochiyama "Kochiyama è stato colpito") (1934)
- Tokijirō Kutsukake ("Kutsukate Tokijirō") (1934)
- Ippon gatana dohyōiri ("L'esibizione della spada") (1934)
- Fuyuki shinjū ("Doppio suicidio sotto l'albero sempre verde") (1934)
- Yukinojō henge ("La vendetta di un attore") (1935)
- Kurayami no Ushimatsu ("Ushimatsu l'uomo dell'ombra") (1935)
- Assedio della fortezza di Osaka (Osaka natsu no jin) (1937)
- Hitohada kan'non - Dai ippen (1937)
- Kuroda seichūroku ("Documenti sui lealisti del clan Kuroda") (1938)
- Hebihime sama ("La principessa serpente") (1940)
- Zoku Hebihime sama (1940)
- Kawanakajima kassen ("La battaglia di Kawanajima") (1941)
- Susume dokuritsu ("Avanti con la bandiera dell'indipendenza") (1943)
- Umi no bara ("La rosa del mare") (1945)
- Aru yo no tonosama ("Signore per una notte") (1946)
- Joyū ("L'attrice") (1947)
- Yotsu no koi no monogatari ("Quattro storie d'amore") (1947) - episodio Koi no sakasu ("Il circo dell'amore")
- Kōga yashiki ("Il dominio di Kōga") (1949)
- Kobanzame ("Le remore") (1949)
- Satsujinsha no kao ("Il volto di un criminale") (1950)
- Beni kōmori ("Il pipistrello rosso") (1951)
- Tsuki no wataridori ("Gli uccelli migratori della luna") (1951)
- Meigetsu sōmatō ("La luna piena e la lanterna girevole") (1951)
- Shurajō hibun ("La storia segreta del castello di Shura") (1952)
- Daibutsu kaigen ("La consacrazione del grande Budda") (1952)
- Zoku Shurajô hibun - Hiun no maki (1952)
- La porta dell'inferno (Jigokumon) (1953)
- Yuki no yo no kettō ("Duello in una notte di neve") (1954)
- Tekka bugyō ("La battaglia del governatore") (1954)
- Hana no nagadosu ("La lunga spada fiorita") (1954)
- Onna keizu - Yushima no shiraume ("Genealogia di una donna - I pruni in fiore di Yushima") (1955)
- Kawa no aru shitamachi no hanashi ("Storie del quartiere vicino al fiume") (1955)
- Bara ikutabika ("Quante volte una rosa...") (1955)
- Hibana ("Scintille") (1956)
- Yoshinaka o meguru sannin no onna ("Tre donne intorno a Yoshinaka") (1956)
- Tsukigata Hanpeita: Hana no maki; Arashi no maki (1956)
- Ukifune ("La nave fluttuante") (1957)
- Naruto hichō ("Diario segreto del distretto di Naruto") (1957)
- Haru kōrō no hana no en ("Il banchetto dei fiori nel palazzo di primavera") (1958)
- Osaka no onna ("Una donna di Osaka") (1958)
- Shirasagi ("L'airone bianco") (1958)
- Jōen ("Fiamme di passione") (1959)
- Kagerō ezu ("Un quadro effimero") (1959)
- Uta andon ("La canzone delle lanterne") (1960)
- Okoto to Sasuke ("Okoto e Sasuke") (1961)
- Midaregami ("Capelli scarmigliati") (1961)
- Uso ("Menzogne") (1963) - episodio San jyokyo
- Yōso ("Il bonzo demoniaco") (1963)
- Malenkiy beglets (1966)